# 香川大学商业短期大学部
香川大学商业短期大学部（日语：／ Kagawa Daigaku Shōgyō Tanki Daigakubu *），简称香大商短、商短，是过去一所位于日本香川县高松市的国立短期大学。

## 概要

### 简介
- 短期大学为于1960年开办、招収男女学生到1995年、停办于1998年[1][2]。

### 历史
- 1960年 香川大学商业短期大学部成立并同时设置商业学科第二部。招収80个男女学生。
- 1966年 变更招生的数为120从80。
- 1995年 最后一年招生、次年停止招生（正式停办于1998年3月31日[2]）

## 学校环境
- 校区：在了香川县高松市[注 1]

## 历任校长
- 大泉行雄：第一代短期大学校长[3]
- 近藤浩二：最后短期大学校长[4]

## 组织

### 学科
- 商业学科第二部

### 专科
| - 没有 |

### 业余课程
| - 没有 |

## 相关链接
- 日本短期大学列表